# Australian Open de 1973
O Australian Open de 1973 foi um torneio de tênis disputado nas quadras de grama do Kooyong Lawn Tennis Club, em Melbourne, na Austrália, entre 26 de dezembro de 1972 e 1º de janeiro de 1973. Corresponde à 5ª edição da era aberta e à 61ª de todos os tempos.

## Finais

### Profissional
| Categoria | Evento    | Campeã(s)(o/ões)               | Vice-campeã(s)(o/ões)            | Resultado          | Chave(s)  | Chave(s)       |
| --------- | --------- | ------------------------------ | -------------------------------- | ------------------ | --------- | -------------- |
| Simples   | Masculino | John Newcombe                  | Onny Parun                       | 6–3, 6–7, 7–5, 6–1 | principal | qualificatório |
| Simples   | Feminino  | Margaret Court                 | Evonne Goolagong Cawley          | 6–4, 7–5           | principal | qualificatório |
| Duplas    | Masculino | Malcolm Anderson John Newcombe | John Alexander Phil Dent         | 6–3, 6–4, 7–6      | principal | principal      |
| Duplas    | Feminino  | Margaret Court Virginia Wade   | Kerry Harris Kerry Melville Reid | 6–4, 6–4           | principal | principal      |

### Juvenil
| Categoria | Evento    | Campeã(s)(o/ões)                   | Vice-campeã(s)(o/ões) | Resultado | Chave(s)  | Chave(s)       |
| --------- | --------- | ---------------------------------- | --------------------- | --------- | --------- | -------------- |
| Simples   | Masculino | Paul McNamee                       |                       |           | principal | qualificatório |
| Simples   | Feminino  | Chris O'Neil                       |                       |           | principal | qualificatório |
| Duplas    | Masculino | Terry Saunders Graham Thoroughgood |                       |           | principal | principal      |
| Duplas    | Feminino  | Jenny Dimond Dianne Fromholtz      |                       |           | principal | principal      |